# Drupadia sumatranus
Drupadia sumatranus är en fjärilsart som beskrevs av Hans Fruhstorfer 1912. Drupadia sumatranus ingår i släktet Drupadia och familjen juvelvingar. Inga underarter finns listade i Catalogue of Life.